# Eucelatoria carinata
Eucelatoria carinata là một loài ruồi trong họ Tachinidae.